# 小売電気事業者
小売電気事業者（こうりでんきじぎょうしゃ）とは、日本の電気事業法に定められた電気事業者の類型の一つで、小売電気事業を営むために経済産業大臣の登録を受けた者をいう。従来より小売を行っていた地域電力10社以外の新規参入事業者を指して新電力という。一般の需要に応じ電気を供給することを事業とする。

## 概要
2016年4月から、これまで各地域の一般電気事業者（いわゆる電力会社10社）が独占的に行っていた家庭・小規模事業所向けの電気の販売が自由化され、「電力小売りの全面自由化」に先立ち、経済産業省では、2015年8月3日から、小売電気事業を営もうとする者の事前登録の申請受付を開始した。小売電気事業者の登録に際しては、改正電気事業法に基づき、経済産業省の電力取引監視等委員会に対して意見聴取を行うこととされている。小売電気事業者に対しては供給力確保義務、契約締結前の説明義務、契約締結時の書面交付義務、苦情処理義務等の義務を課しており、登録申請時の書類で、これらの体制について確認・審査。その上で、経済産業大臣の登録を受けた小売電気事業者は、一般家庭を含めた全消費者に電気の販売を行えるようになった。

## 新電力
電力自由化以前は、地域電力大手10社の他に50kW以上のいわゆる大口需要家に電気を供給している事業者を特定規模電気事業者 (Power Producer and Supplier：PPS)と称していたが、電力自由化以降は経済産業省が特定規模電気事業者を新電力に名称を変えた。従来は地域電力大手10社の送電網を借りて、大口需要家のみに売電を行っていた特定規模電気事業者であったが、電力自由化以降は新電力として一般消費者にも小売りが可能となり、地域電力大手10社・新電力ともに並列の小売電気事業者となった。
しかし、2022年からは、ウクライナ情勢など外部要因に起因する燃料価格の高騰や為替の円安で多くの新電力の経営が悪化し、倒産や撤退に追い込まれる会社も多くなり、「電力難民」となる契約者が急増した。経済産業省は、同年10月3日時点で全国約45,000件が、セーフティーネットである最終保障供給制度を利用していると発表した。

## 沿革
- 2015年8月30日：経産省は小売電気事業者における事前登録の申請受付を開始。
- 2015年10月8日：電力小売事業者の許可がスタート。第1弾として北海道ガスや昭和シェル石油ら40社が正式に登録される[10]。
- 2015年10月15日：都市ガス大手の東京ガスが登録申請したことを発表[11]。
- 2015年10月20日：通信大手・KDDI（au）が、参入を表明[12]。
- 2015年10月23日：大阪ガスや大和ハウス工業ら8社が正式に登録される[13]。
- 2015年10月30日：愛知県名古屋市に本社を置く東邦ガス[14]・福岡県に本社を置く西部ガス[15] の両社が「小売電気事業者」の登録を経済産業省に申請。
- 2015年11月7日：石油元売り最大手のJX日鉱日石エネルギーをはじめ、金融大手のオリックス、総合商社の三井物産ら8社が正式に登録される[16]。
- 2015年11月20日：東京ガスのほか、中国地方の電力会社中国電力・総合商社の住友商事・印刷機メーカー大手のリコー、それぞれの系列企業ら10社が正式に登録される[17]。
- 2015年12月7日：商社大手の伊藤忠商事とそのグループ会社2社・鉄道大手東急電鉄の電力小売り子会社ら7社が正式に登録される[18]。
- 2015年12月20日：通信大手のKDDI・ミサワホーム・東邦ガス・西部瓦斯など16社が正式に登録される[19]。
- 2015年12月25日：三菱商事と大手コンビニチェーンのローソンが共同で家庭向け電力小売事業に参入すると発表した。コンビニエンスストアが同分野を手がけるのは初めて[20]。
- 2015年12月28日：大手ケーブルテレビ局のジュピターテレコム（J:COM）のグループ24社を含む30社が正式に登録される。なお、これにより経済産業省より登録を受けた小売電気事業者が100社を突破[21]。
- 2015年12月31日：北海道のドラッグストア・サッポロドラッグストアーと、サッカー・Jリーグの北海道コンサドーレ札幌の運営会社・コンサドーレは、合弁会社「エゾデン」を設立し、電力販売事業に乗り出すことを表明[22]。
- 2016年1月4日：東京ガス、一般電気事業の受付を開始[23]。
- 2016年1月27日：大手コンビニチェーンのローソンのグループ会社や家電メーカーパナソニックら18社の事業者が正式に登録される[24]。
- 2016年2月5日：生協関連2社を含む21社が正式に登録される[25]。
- 2016年2月19日：31社を新たに適格と認定、正式に登録される。これにより小売電気事業者の登録数は合計で200社に到達[26]。
- 2016年4月1日：電力完全自由化[27]。これにより、小売電気事業者の営業が本格的にスタート。

## 主な小売電気事業者
2016年の電力自由化以降、多くの企業が自社サービスとセットで電力小売に参入した。

### 小売電気事業者一覧
小売電気事業者の一覧は、資源エネルギー庁の公式サイト にて閲覧可能。2022年4月6日時点で752事業者が小売電気事業者として登録している。

### 都市ガス系小売電気事業者
都市ガス会社による小売電気契約は、ガスと電気のセット販売で料金が安くなるメリットがある。
送電方法は、発電事業者が発電した電気を、送配電事業者が各家庭などに送電し、電気契約・料金徴収を都市ガス会社が行う。
2017年4月1日から都市ガスの小売全面自由化が開始、多くの事業者がガス小売事業者として参入し（ガス自由化）、電気のプラン提供も行っている。2022年4月時点で登録ガス小売事業者は1,370社。ガス小売事業者の一覧は資源エネルギー庁の公式サイトにて閲覧可能。
本稿では株式上場規模の大手都市ガス企業の電気提供について概要を記載する。
- 北海道ガス - 「北ガスの電気」[32] を提供している。2016年1月7日、家庭向け電力販売の料金メニューを発表。電気使用量に応じた従量料金を北海道電力より最大約6％安く提供するとし、基本料金はほくでんと同額で、北ガス利用世帯では、従量料金を3～5・9%安くする予定[33]。
- 東京ガス - 「ずっとも電気」[34] を提供している。提供エリアは東京ガスの都市ガス供給エリアである東京都・神奈川県・埼玉県・千葉県・茨城県・栃木県・群馬県・山梨県と静岡県の一部（富士川以東）[35]。
- 東邦ガス - 「ファミリープラン」「ビジネスプラン」[36] の電気料金プランを提供している。主な提供エリアは中部電力パワーグリッドの供給エリアである愛知県・岐阜県・三重県とその周辺地域[37]。
- 大阪ガス - 「大阪ガスの電気」[38] を提供している。提供エリアは関西全域、一部料金メニューは全国展開[39]。
- 西部ガス - 「プラスでんき」[40] を提供している。提供エリアは福岡県・熊本県・長崎県の一部[30]。
- 日本瓦斯 - 「でガ割」を提供[41]。提供エリアは、神奈川・東京・埼玉・千葉・茨城・栃木・群馬・静岡・山梨の1都8県[42]。

### 通信系小売電気事業者
インターネットサービス等を提供する電気通信事業者も、2016年の電力自由化以降積極的に参入している。通信系の小売電気事業者の特徴として、電気料金自体が値引きとなる場合と、電気料金自体は地域電力会社と同額であるがポイント付加によるサービスを提供している場合がある。
本稿では回線提供を行っている（FVNEなど）大手通信事業者について概要を記載する。
- ソフトバンク - ソフトバンクユーザー向け「ソフトバンクでんき」[43]、ワイモバイルユーザー向け「おうちでんき」[45] を提供している。地域電力会社の卸売りの販売のため、対象エリアは全国。また100%再生可能エネルギーを提供する「自然でんき」も提供[46]。
- KDDI - 「でんきサービス」[47]「auでんき」[44] を提供している。消費者は基本的には地域電力会社の電力供給を受けるが、契約・請求をKDDI・auが担当する。Pontaポイントが貯まる点がメリットとなる。また、東電ガス・中電ガス・関電ガス・北電ガスとのセットで、「●●ガス for au」を提供、これにより通信・電気・ガスのインフラ料金をauにまとめる事が可能[44]。
- 楽天 - グループ会社楽天エナジーが「楽天でんき」[48] を提供している。対象エリアは一部離島を除く全国[49]。クレジットカードで電気料金を支払うことで楽天ポイントが貯まる。楽天モバイルや楽天ガスと楽天でんきをセット契約することで、ポイント付与のキャンペーンなども行っている[50]。
- J:COM - 「J:COM 電力」を提供している[51]。提供エリアは四国を除く地域電力会社の提供地域[51]。ケーブルテレビを主軸とするJ:COMは、衛星放送（BS・CS）+インターネット+電力・ガスの総合プランを提供している[52]。
- U-NEXT・USEN - USEN-NEXT HOLDINGSのグループ会社USEN NETWORKSが「U-POWER」を提供している[53]。提供エリアは東京電力・関西電力の供給エリア[53]。定額制動画配信サービスU-NEXTとのセット割等はないが、関西電力が「withU-NEXT でんき」をセット販売している[54]。

#### NTT
日本電信電話（NTT）は電力自由化以降、NTT単体での小売電気事業には参入していなかったが、2022年3月1日から「ドコモでんき」の提供を開始した。また独自電力網の構築にグループを上げた投資を行い、2019年にNTTアノードエナジーを設立、核となる事業として、再生可能エネルギーへの投資、全国7,300箇所の自社保有施設の空きスペースを利用しての蓄電池・ソーラーパネルを用いた電力供給、災害時の病院などへの電力供給を目指している。NTTによる新規送電網の構築が実現すれば、未だ独占状態にある地域電力会社の送電網・電力業界に影響を与えるとの向きもある。
- エネット - NTTの連結子会社であり東京ガス・大阪ガスの共同出資を受けるエネットは、電力自由化により小売電気事業にシフトした[59]。法人・個人事業主向けのプランを提供しており、一般家庭への電力提供は行っていない[60]。
- NTTドコモ - 「ドコモでんき」を提供している[61]。電力自由化以降しばらくの間、NTTドコモは電気プランを提供していなかったが[62]、d払いで電気料金等を支払うことで貯まったポイントを、dポイントに交換するサービスを地域電力各社と提携していた[62]。2022年3月1日から「ドコモでんき」の提供を開始[55]。再生可能エネルギーを提供する「ドコモでんき Green」と、地域電力会社の電力を提供する「ドコモでんき Basic」のプランがある[55]。携帯電話料金とのセット割は無く、ポイント付与に留まる[55]。
- NTTファシリティーズ - 「マンション電力提供サービス」[63] を提供しているが、これはマンション一括受電であり、小売電気事業には含まれない。一方、地域エネルギー管理システム：CEMS（Community Energy Management System）の構築・開発を通し、新電力のサポートを行っている[64]。

### セットサービス
- コープさっぽろ - 2016年2月16日、全面自由化に合わせて開始する電力販売事業「トドック電力」の料金を発表。再生可能エネルギーを利用する「FIT電気メニュー」と、安さを重視する「ベーシック電気メニュー」の2種類で、ともに北海道電力の基本的な料金より安くするほか、灯油とのセット販売なども予定[65]。
- 中国電力 - 電力の小売全面自由化とともに開始するポイントサービスにおいて、プロ野球・セントラル・リーグの広島東洋カープと提携。新たなポイントサービスの一環として、プロ野球公式戦におけるカープの勝利やリーグの順位等年間成績に応じてさらにポイントがたまっていく「カープ応援メニュー」を行う[66]。

### 過去に存在した小売電気事業者
- 福島電力 (2016年-2018年)[67]